# Заботливые мишки раскрывают магию
«Заботливые мишки раскрывают магию» (также известен как «Заботливые мишки: Откройте волшебство» или «Заботливые мишки: Дорогу магии!») — мультсериал производства Cloudco Entertainment, который является продолжением франшизы «Заботливые мишки», после мультсериала «Заботливые мишки и кузены». Сериал дебютировал на стриминговом сервисе Boomerang 1 февраля 2019 года, на одноимённом телеканале 30 марта 2019 года, а на Cartoon Network — 16 апреля 2019 года.
20 мая 2022 года было анонсировано 6 новых специальных серий, которые впоследствии транслировались на телеканале Cartoonito и на стриминговом сервисе HBO Max.

## Сюжет
Мультсериал рассказывает о приключениях друзей — Везунчика, Солнышка, Веселушки, Ворчуна и Щедрости, которые покидают свою жизнь в Стране Заботы и отправляются в странный мир Луча Надежды. Там они встречают Болтунов, группу счастливо настроенных существ, которые сажают семена, чтобы поддерживать магическую землю Страны Заботы и соседний Луч Надежды. Медвежата распространяют заботу и дружбу, полагаясь на свою смелость и силу своих значков.
Однако их эгоистичный враг, Бластер, и его плохая компания пытаются помешать им, стремясь превратить Луч Надежды в Шумный Город. Медвежата получают помощь от своих друзей — Сони, Неженки и Пожелашки, а также от Болтуна по имени Диббл.
Это первое путешествие Медвежат, в котором они исследуют новые, ранее невиданные места вокруг Страны Заботы и встречают новых существ, используя свои силы и смекалку.

## Трансляция

### Основные вещатели
Мультсериал был создан по заказу компании TBS и британского телеканала Tiny Pop, соответственно, мультсериал впервые транслировался в США и Великобритании.
В Соединённых Штатах, первые 10 эпизодов были опубликованы в приложении стримингового сервиса Boomerang 1 февраля 2019 года, на одноимённом телеканале — 30 марта 2019 года, а на Cartoon Network — 16 апреля 2019 года.
16 августа 2021 года было объявлено, что сериал будет транслироваться в блоке Cartoonito в качестве программы выходного дня, начиная с 19 сентября того же года. Примерно в это же время мультсериал был добавлен в стриминговый сервис HBO Max, однако, по неизвестным причинам, мультсериал отсутствовал в данном сервисе с февраля по март-апрель 2023 года.

### Международные вещатели
В Великобритании мультсериал впервые транслировался в эфире телеканала Tiny Pop 6 апреля 2019 года. Премьерный показ спин-оффа «Unlock the Music» состоялся на телеканале Sky Kids 13 февраля 2023 года.
Русская озвучка мультсериала была добавлена в стриминговый сервис HBO Max (изначально первые 26 эпизодов) 15 апреля 2022 года, и на момент написания статьи транслируется на телеканале Cartoon Classics.